# Chioneosoma aralense
Chioneosoma aralense är en skalbaggsart som beskrevs av Semenov-tian-shanskii och Medvedev 1936. Chioneosoma aralense ingår i släktet Chioneosoma och familjen Melolonthidae. Inga underarter finns listade i Catalogue of Life.